# Praktfjärilsblomster
Praktfjärilsblomster (Schizanthus × wisetonensis) är en potatisväxtart som beskrevs av Hugh Low. Praktfjärilsblomster ingår i släktet fjärilsblomsterssläktet, och familjen potatisväxter. Arten har ej påträffats i Sverige.